# Jorge Mauchi
Jorge Mauchi Laynez (Lima, 11 de enero de 1925 - ibidem, 23 de agosto de 2018) fue un sacerdote católico salesiano peruano. Además, era artista plástico, sus obras más resaltantes son las relacionadas con el retrato del Santo Patrón de la congregación salesiana San Juan Bosco o  "Don Bosco", algunas de sus obras se encuentran en el interior de la basílica María Auxiliadora de Breña. Asimismo, sus obras eran parte de las carátulas de los textos escolares emitidos por la Librería Salesiana, textos escolares utilizados en los colegios de la congregación ubicados en diferentes partes del territorio nacional.

## Biografía
Hijo de Juan Manuel Mauchi y de Ana Laynez. Nacido el 11 de enero de 1925, en la casa  ubicada en las inmediaciones de la Avenida Colmena, cerca al Hotel Crillón, en el centro de Lima. 
Luego de estudiar en el Colegio Salesiano de Breña, del que su padre había sido también exalumno, ingresó al aspirantado de Magdalena del Mar en 1938. Posteriormente inició el noviciado en 1942, desarrollando el filosofado entre 1942 y 1944. Durante ese periodo realizó su primera profesión, el 31 de enero de 1943.
Fue miembro de la comunidad religiosa de las casas salesianas de Huancayo (1945-1946) y Puno (1947-1948). 
Realizó su profesión perpetua el 1 de enero de 1949, siendo enviado a realizar los estudios de teologado a Santiago de Chile,  entre 1949 y 1952. En este último año fue ordenado sacerdote el 30 de noviembre.
De regreso al Perú se desempeñó como catequista en el Colegio Salesiano "Santa Rosa" de Huancayo (1953-1954) y Piura (1955). Retornó nuevamente a Huancayo (1956-1961), donde laboró como profesor.
En 1962 fue enviado a Breña, casa que en aquel entonces comprendía tres obras: el colegio, el politécnico y la parroquia. Siendo profesor de la rama escolar, se integró a la comunidad religiosa del colegio (San Francisco de Sales) cuando esta fue independizada en 1964. Permanecería allí por veinte años. Es en este periodo en que Mauchi obtiene los grados de Bachiller en Letras (1962) y Bachiller en Arte (1969) por la Pontificia Universidad Católica del Perú.
En 1984 se integra a la comunidad religiosa de la Parroquia de María Auxiliadora, aunque se mantuvo como profesor del Colegio Salesiano hasta 1996. Tras finalizar treinta y cinco años de docencia escolar al frente de los cursos de Filosofía y Literatura, ejerció como vicario parroquial entre 1997 y 2014. 
Desde 2015 residió en la casa de reposo de la Inspectoría, en Breña, donde falleció en la noche del 23 de agosto de 2018.